# Токо жовтодзьобий
Токо жовтодзьобий (Tockus flavirostris) — вид птахів родини носорогів (Bucerotidae).

## Поширення
Вид поширений у Східній Африці: в Джибуті, Еритреї, Ефіопії, Кенії, Сомалі, Південному Судані, Танзанії і Уганді.

## Опис
Тіло завдовжки до 55 см. Нижня частина тіла біла, коричнево-чорні крила покриті білими плямами, хвіст чорно-коричневий. Довгий, масивний дзьоб помаранчево-жовтого забарвлення. Шкіра навколо жовтих очей чорного кольору. Боки голови білі, від дзьоба до потилиці над головою проходить коричнева смуга. 